# Wilson S. Kennon
Wilson Shannon Kennon (* 15. Mai 1826 in St. Clairsville, Ohio; † 18. Juni 1895 ebenda) war ein US-amerikanischer Jurist, Offizier und Politiker. Er saß im Repräsentantenhaus von Ohio und war von 1862 bis 1863 Secretary of State von Ohio. Der Kongressabgeordnete William Kennon war sein Onkel und der gleichnamige Kongressabgeordnete William Kennon junior sein Vater.

## Werdegang
Wilson Shannon Kennon wurde 1826 im Belmont County geboren und wuchs dort auf. Er besuchte das St. Clairsville Institute. Danach ging er auf das Bethany College in West Virginia (damals noch Teil von Virginia). Kennon studierte Jura in der Kanzlei seines Vaters. 1850 erhielt er seine Zulassung als Anwalt.
1861 wurde er für das Belmont County in das Repräsentantenhaus von Ohio gewählt. Er nahm seinen Sitz in der Ohio General Assembly am 6. Januar 1862 ein. Vor dem Bürgerkrieg war er ein Mitglied der Demokratischen Partei. Er wurde aber von der Unconditional Union Party vom Belmont County für das Repräsentantenhaus nominiert. Im Mai 1862 trat Benjamin R. Cowen nach wenigen Monaten in seinem Amt als Secretary of State zurück, um in den Krieg zu ziehen. Gouverneur David Tod ernannte daraufhin Kennon zum Secretary of State. Die Wahl des Secretary of State wurde damals auf geradzahlige Jahre verlegt. Die Republikanische Partei nominierte Kennon dann bei ihren zweiten Wahlgang für die Wahl von 1862. Kennon verlor allerdings die Wahl gegenüber dem Demokraten William W. Armstrong. Bei jener Wahl war es Soldaten nicht erlaubt zu wählen, welche sich außerhalb des Staates befanden. Nach seiner Amtszeit wurde Kennon ein Zahlmeister in der United States Army und diente bis zum Ende des Krieges. Er erreichte den Dienstgrad eines Majors.
Nach dem Ende des Krieges betrieb er eine Anwaltspraxis in Cincinnati. Er war fünf Jahre lang Partner von Milton Sayler und John W. Okey. Nach der Lähmung seines Vaters zog er zurück nach Belmont County. Kennon war sechs Jahre lang Staatsanwalt (Prosecuting Attorney) im Belmont County. Er verstarb am 18. Juni 1895 in seinem Heim in St. Clairsville. Zu jenem Zeitpunkt war er Bürgermeister von St. Clairsville.